# Tlustovousy
Tlustovousy jsou vesnice v okrese Kolín, která je součástí obce Tuklaty. Od vsi Tuklaty se nachází asi kilometr severně. Tlustovousy jsou také název katastrálního území o rozloze 3,24 km².

## Historie
První písemná zmínka o vesnici pochází z roku 1227,  kdy ji Kojata z Hněvina Mostu, z rodu Hrabišiců, odkázal zderazskému klášteru.
V roce 1417 byla připomenuta zdejší tvrz, naposledy zmíněna v urbáři kounického panství z roku 1689 jako zpustlá.
V roce 1462 král Jiří z Poděbrad zapsal tvrz a ves Bedřichovi Žlebovi ze Střížkova a jeho synu Janovi. Jan Žleb ze Střížkova a na Tlustovousích je roku 1520 ztratil kvůli dluhům, po něm získal tvrz Jan Býchorský z Raškovic. V roce 1575 odprodali Býchorští větší část obce Jaroslavovi Smiřickému ze Smiřic ke kosteleckému panství, druhá část patřila od roku 1601 ke kounickému panství. Za vlády knížat z Liechtensteinu se vesnice spojila pod kounické panství, ke kterému patřila až do roku 1848.
Tlustovousy již od zavedení obecního zřízení roku 1850 spadaly pod Tuklaty.
Ve vsi Tlustovousy (377 obyvatel) byly v roce 1932 evidovány tyto živnosti a obchody: hostinec, kovář, meliorační družstvo, půjčovna mlátiček, mlýn, obuvník, obchod s ovocem a zeleninou, 4 pískovny, 2 obchody se smíšeným zbožím, spořitelní a záložní spolek pro Tuklaty a Tlustovousy, trafika, truhlář, 2 velkostatky, zahradnictví, zednický mistr.